# S et P Stanikas
 (juillet 2012).
Si vous disposez d'ouvrages ou d'articles de référence ou si vous connaissez des sites web de qualité traitant du thème abordé ici, merci de compléter l'article en donnant les références utiles à sa vérifiabilité et en les liant à la section « Notes et références ».

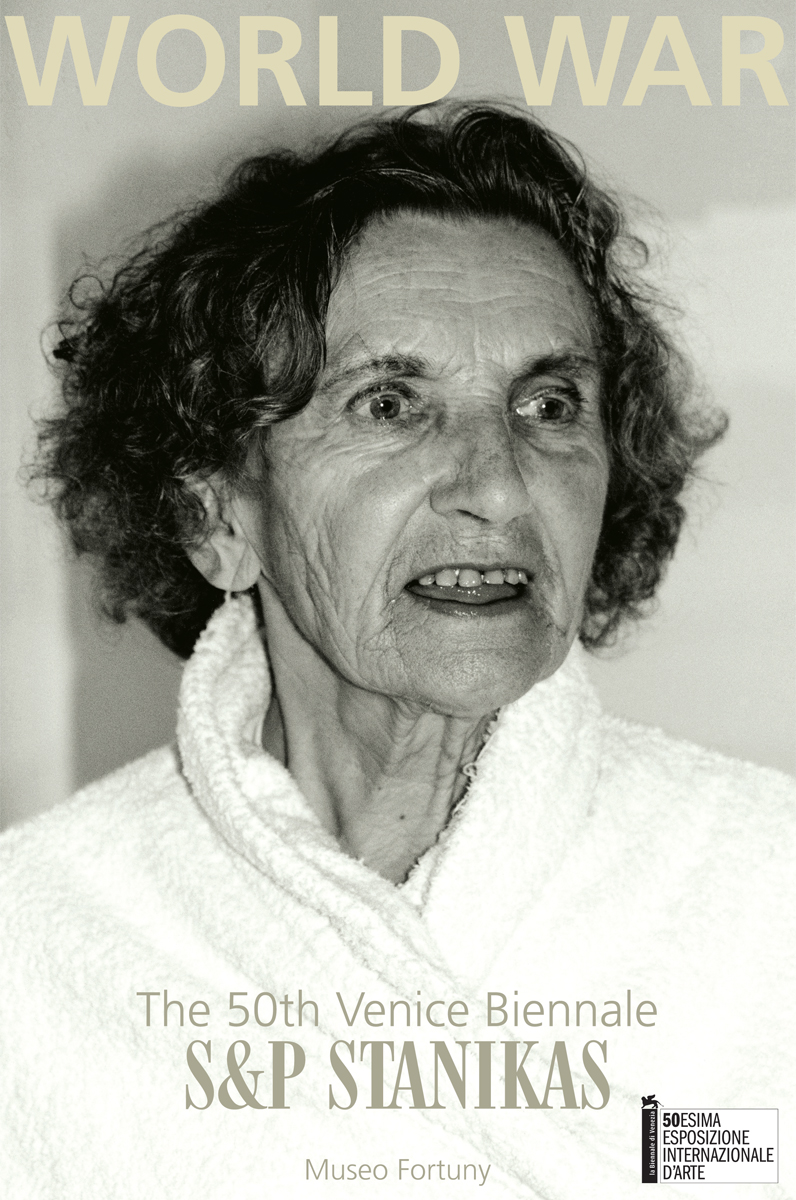
S&P Stanikas - World War - 50e Biennale de Venise - 2003

S&P Stanikas est la signature utilisée par un couple d'artistes vivant à Paris, formé par Paulius Stanikas (né en 1962 à Vilnius) et Svajonė Stanikienė (née en 1961 à Vilnius).
L'œuvre de S&P Stanikas engage diverses disciplines. Exposés dans de nombreux pays à travers l'Europe, les Amériques et l'Asie, le travail de S&P Stanikas questionne la condition humaine de manière universelle à travers le dessin, la sculpture, la photographie et la vidéo.
S&P Stanikas ont représenté la Lituanie à la 50e Biennale de Venise en 2003. Ils ont participé à de nombreuses expositions comme la Biennale de Moscou (2011), la Biennale de Liverpool (2010), la Biennale de Beijing 798 (2009), Traces du Sacré au Centre Pompidou (2008), Dans la nuit, des images au Grand Palais (Paris) (2008) et Ars Homo Erotica au Musée national de Varsovie (2010).

## Expositions

### Expositions individuelles
2022 : Temps Nouveaux, VRMKR, Vilnius 
2021 : Les mers, Centre d’art contemporain, Klaipeda, Lituanie
Priez pour nous..., Art Vilnius, Vilnius
Kaunas, Biennale de Kaunas, Kaunas, Lituanie 
2020 : Little Garden of Two Young Girls, In situ, Lublin, Pologne 
2019 : Les péchés, Jonas Mekas Visual Arts Center,Vilnius
2018 : Project SetP Stanikas, Art Cologne, Cologne, Germany
Project Carstvo, Artvilnius, Vilnius   
2017 : Le printemps, Vartai gallery, Vilnius
2016 : Uraganas Theresa, Galerie Prospekto, Vilnius
2015 : Xavier Dupont de Ligonnes, Galerie Sobering, Paris
2014 :  Lit double, Musée-Maison de Marija et Jurgis Slapeliai, Vilnius 
Voyage vers Mars, LTMKS Projects Space Malonioji 6, Vilnius
And I Dont Know How To Slow It Down..., Vilnius Art Fair project, Vilnius
2013 :  Le jour. La nuit, In situ, Lublin, Pologne
2012 : L'ouvrier, la paysanne et l'aigle, Nuit Blanche 2012, Jardins du Trocadero, Paris
2011 : Altars, Other Gallery, Shanghai, Chine
S&P Stanikas. Accordeon and Fortepiano. Laznia Contemporary Art Center, Gdansk, Pologne
2010    S&P Stanikas. Jesper Just, Art Scape, Vartai Gallery, Vilnius
2009    S&P Stanikas. Films and Drawings, Linq, Ghent, Belgique
The Queen of the Bones, Vilnius Art Fair, Vilnius
2007    Queen of the Peace, Volitant Gallery, Austin, Texas, États-Unis
S&P Stanikas, Clay Studio, Philadelphie, États-Unis
2005    End of a Millennium, White Box, New York
S&P Stanikas, Konstepidemi Gallery, Göteborg, Suède
2004    Inferno, Galerie Vu, Paris
2003    World War, The 50th Venice Biennale, Palazzo Fortuny, Venise, Italie
S&P Stanikas. Rencontres d'Arles, Arles, France
2001    S&P Stanikas Contemporary Art Centre, Vilnius
Kristianstad Landsmuseum, Kristianstad, Suède
Observatory, Moletai Sculpture Park, Moletai, Lituanie

### Expositions de  groupe
2018 White Anxieties, White Box, New York 
2017 The Border Pavilion, Curated by  Raul Zamudio, Venice Biennial, Venice 
2016 The Enemy Within, Area Lugarde Projectus, Caguas, Puerto Rico
Contempo 8, Varna, Bulgarie
Under A Black Sun, Bergen Kjott, Bergen, Norvège
Inferno, Pristine Gallery, Monterrey,Mexique
Acts of Sedition, White Box Art Center, New York
2015  The Namables,  LTMKS Projects Space Malonioji 6, Vilnius
Musée de la photographie, Šiauliai, Lituanie 
2014  Time: Code, White Box Art Center, New York
2013  The name, The Nose, Museo laboratorio, ex manifatturata tabacchi, Sitta Sant'Angelo, Italie
Looking at the Fire, Galerie Akademija, Vilnius
Mindwalk, Galerie Vartai, Vilnius
2012    Body Snatchers, White Box Art Center, New York
- Welcome New Year, Other Gallery, Shanghai, Chine

Paris - Vilnius, Chapelle des Petits Augustins de l'ENSBA, Paris
Under the Volcan, Andromeda Contemporaneo, San Jose, Costa Rica
Aesthetics vs. Information, Contemporary Art Center, Klaipeda, Lituanie
Prestige: Fantasmagories de notre temps, Contemporary Art Center, Klaipeda, Lituanie
- 2011    Moscow Biennale of Contemporary Art, Moscou

Projet Le Fresnoy, Évènements Alternatifs à Lille Art Fair, Lille, France
- 2010    City Without Walls, Liverpool Biennial, Liverpool, Royaume-Uni

The Metamorphosis, Other Gallery, Shanghai, Chine
Ars Homo Erotica, National Museum, Varsovie
The Wasteland, White Box, New York
Ese oscuro objeto del deseo, Pristine Galerie Contemporary Art, Monterrey, Mexique
- 2009    Beijing 798 Biennale, Beijing

Never Dance Alone, Le Fresnoy, Tourcoing, France
Tout l'univers..., Galerie Vu, Paris
80+80, photo graphisme, Pavillon Carre de Baudoin, Paris
- 2008    Traces du sacré, Centre Pompidou, Paris

Orienté dessin, Anne de Villepoix gallery, Paris
Garden of delights, Yeosu International Art Festival, Yeosu, Corée du Sud
Dans la nuit, des images, Grand Palais (Paris), Paris
Vilnius art scene after 2000, The Exhibition Hall Arsenals of the Latvian National Museum of Art, Riga
- 2007    Theater of Cruelty, White Box, New York
- 2006    MRKS and SPNCR, Delfina Studio, London

Apocalypse Now, White Box, New York
Body Double, Warsaw, Krakow, Poznan, Pologne
My Mother, the Nazy, Artist Network, New York
Galerie Vu, Paris
- 2005 Los retratos de Dorian Gray, Galeria del arte mexicano, Mexico, Mexique

Langhaus Gallery, Prague
Paris photo 2005, Paris
Rencontres d'Arles, Arles, France
- 2004    Panorama 5, Le Fresnoy, Tourcoing, France

Un inventaire contemporain II, Galerie nationale du Jeu de Paume, Paris
Dfoto 2004, San Sebastian, Espagne
European Space, Ryga Quadrennal 2004, Riga
Paris photo 2004, Paris
EU Positive, Akademie der Kunste, Berlin
Rencontres d'Arles, Arles, France
- 2003    Paris photo 2003, Paris

Rencontres d'Arles, Arles, France
- 2002    Paris photo 2002, Paris

Public Relations, Art Moscow, Moscou
Airborne, Midlanda Konsthalle, Timra, Suède
- 2001    Model.Modelles, Casino Luxembourg, Luxembourg

Self-respect, Contemporary Art Centre, Vilnius
- 2000    Innocent Life, Contemporary Art Centre, Vilnius

Articulation, O.K Center for Contemporary Art, Linz, Autriche